# Diana Zagainova
Diana Zagainova (Vilnius, 20 giugno 1997) è una triplista lituana.

## Record nazionali
- Salto triplo: 14,43 m ( La Chaux-de-Fonds, 30 giugno 2019)

## Palmarès
| Anno | Manifestazione               | Sede       | Evento       | Risultato | Prestazione | Note |
| ---- | ---------------------------- | ---------- | ------------ | --------- | ----------- | ---- |
| 2015 | Europei U20                  | Eskilstuna | Salto triplo | 18ª (q)   | 12,06 m     |      |
| 2016 | Mondiali U20                 | Bydgoszcz  | Salto triplo | 16ª (q)   | 12,41 m     |      |
| 2017 | Europei U23                  | Bydgoszcz  | Salto triplo | 7ª        | 13,44 m     |      |
| 2017 | Universiadi                  | Taipei     | Salto triplo | 15ª (q)   | 12,56 m     |      |
| 2019 | Europei indoor               | Glasgow    | Salto triplo | 15ª (q)   | 13,36 m     |      |
| 2019 | Europei U23                  | Gävle      | Salto triplo | Oro       | 13,89 m     |      |
| 2019 | Mondiali                     | Doha       | Salto triplo | 22ª (q)   | 13,64 m     |      |
| 2021 | Europei indoor               | Toruń      | Salto triplo | 14ª (q)   | 13,55 m     |      |
| 2021 | Giochi olimpici              | Tokyo      | Salto triplo | 28ª (q)   | 13,10 m     |      |
| 2023 | Europei indoor               | Istanbul   | Salto triplo | 14ª (q)   | 13,37 m     |      |
| 2023 | Giochi mondiali universitari | Chengdu    | Salto triplo | Argento   | 14,02 m     |      |
| 2024 | Europei                      | Roma       | Salto triplo | 19ª (q)   | 13,64 m     |      |
| 2024 | Giochi olimpici              | Parigi     | Salto triplo | 30ª (q)   | 12,86 m     |      |
| 2025 | Europei indoor               | Apeldoorn  | Salto triplo | 14ª (q)   | 13,42 m     |      |